# Stadion Centralny w Ałmaty
Stadion Centralny w Ałmaty – wielofunkcyjny stadion w Ałmaty, w Kazachstanie. Pojemność stadionu wynosi 25 027 widzów. Obiekt oprócz boiska posiada również bieżnię lekkoatletyczną. Część trybun jest zadaszona, jest też oświetlenie. Stadion został otwarty w 1958 roku, a w roku 2004 przeszedł renowację. Na obiekcie swoje spotkania rozgrywa drużyna Kajrat Ałmaty.